# San Baudilio de Llusanés
San Baudilio de Llusanés (en catalán y oficialmente, Sant Boi de Lluçanès) es un municipio de Cataluña, España. Pertenece a la provincia de Barcelona, en la comarca de Osona, situado en la subcomarca del Llusanés. Además de la capital municipal incluye los núcleos de Gallifa, Viladecans y Vila-rasa.
En 1937 recibió el nombre de Aurora de Lluçanès.

## Demografía
San Baudilio de Llusanés cuenta con una población de 575 habitantes (INE 2024).
| Gráfica de evolución demográfica de San Baudilio de Llusanés entre 1842 y 2021 |
| |
| Población de derecho según los censos de población del INE. Población de hecho según los censos de población del INE.En estos censos se denominaba San Baudilio de Llusanés: 1842, 1857, 1860, 1877, 1887, 1897, 1900, 1910, 1920, 1930, 1940, 1950, 1960, 1970 y 1981. |

| 1900 | 1930 | 1950 | 1970 | 1981 | 1986 | 2006 |
| ---- | ---- | ---- | ---- | ---- | ---- | ---- |
| 478  | 653  | 661  | 484  | 520  | 522  | 575  |

## Comunicaciones
La carretera local BV4608 lo comunica con San Hipólito de Voltregá a través del coll de La Trona.

## Economía
Agricultura de secano, industrial textil y segundas residencias.

## Historia
La iglesia de San Baudilio está documentada desde 905. Las iglesias de San Salvador de Bellver y de San Miguel de Vilaseca se conocen desde el siglo XII y la de San Amancio de Montorroell desde el siglo XIV. La iglesia de San Baudilio fue totalmente reconstruida en el siglo XVIII.

## Lugares de interés
- Iglesia de San Baudilio, de estilo barroco.
- Capilla de San Miguel de Vilaseca o de Gallifa, de estilo románico, restaurada
- Capilla de San Salvador de Bellver o de Orís, de estilo románico.